# Villa Zeno
La villa Zeno est une villa veneta d'Andrea Palladio sise à Donegal, un hameau de la commune de Cessalto, dans la province de Trévise et la région de la Vénétie, en Italie.
Cette villa, ainsi que vingt-trois autres et le centre historique de la ville de Vicence sont inscrits sur la liste du patrimoine mondial de l'UNESCO.

## Historique
La datation du projet de la villa Zeno, l'une des moins connues et, géographiquement, la plus orientale des villas palladiennes, n'est pas certaine. De récentes hypothèses la situe en 1554, peu de temps après l'acquisition de la propriété foncière par Marco Zeno, et les évidentes analogies avec d'autres villas contemporaines, comme la villa Saraceno à Agugliaro et la villa Caldogno plaident en faveur de cette date.

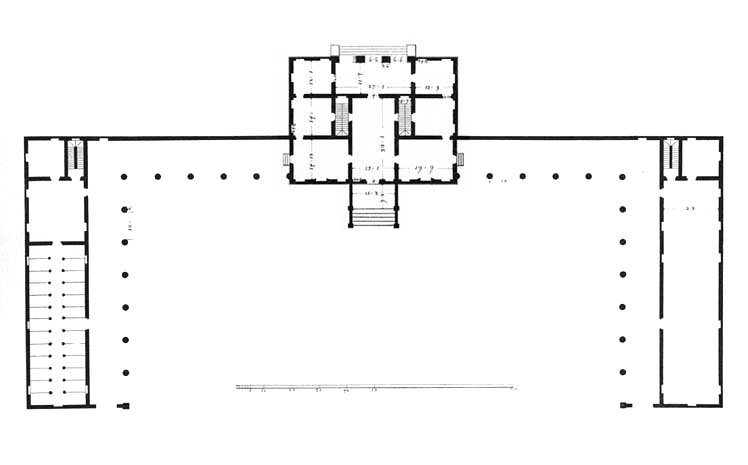
Plan, dû à Ottavio Bertotti Scamozzi (1781).

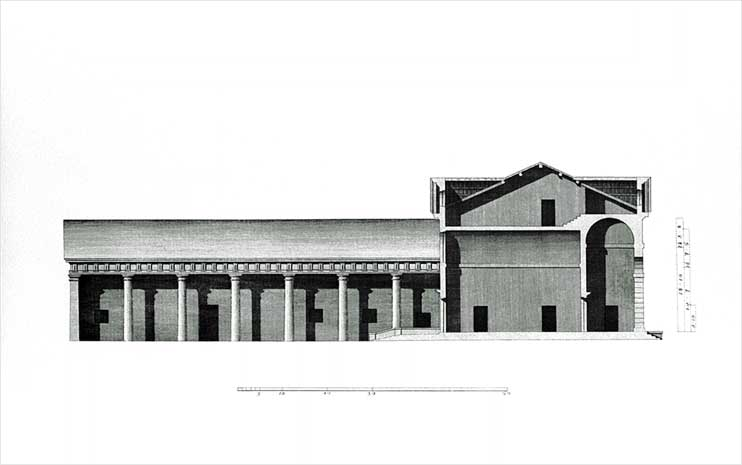
Coupe, due à Ottavio Bertotti Scamozzi (1781).

Sûrement de Palladio, le plan de la villa est publié dans son traité Les Quatre Livres de l'architecture, avec des barchesse à angle droit, lesquelles ne seront réellement pas construites avant les premières décennies du XVIIe siècle. Il est probable que le projet de l'architecte intervient en transformant un édifice préexistant, et pourrait expliquer quelques singularités dans le plan. La villa a été profondément modifiée au cours des siècles et la fenêtre thermale originale a ainsi été fermée au XVIIIe siècle.
En 1953, l'édifice est protégé et dès 1959, l’Istituto regionale per le ville venete commence à s'occuper de l'état de conservation du complexe, qui, actuellement, a besoin d'être restauré.

## Images

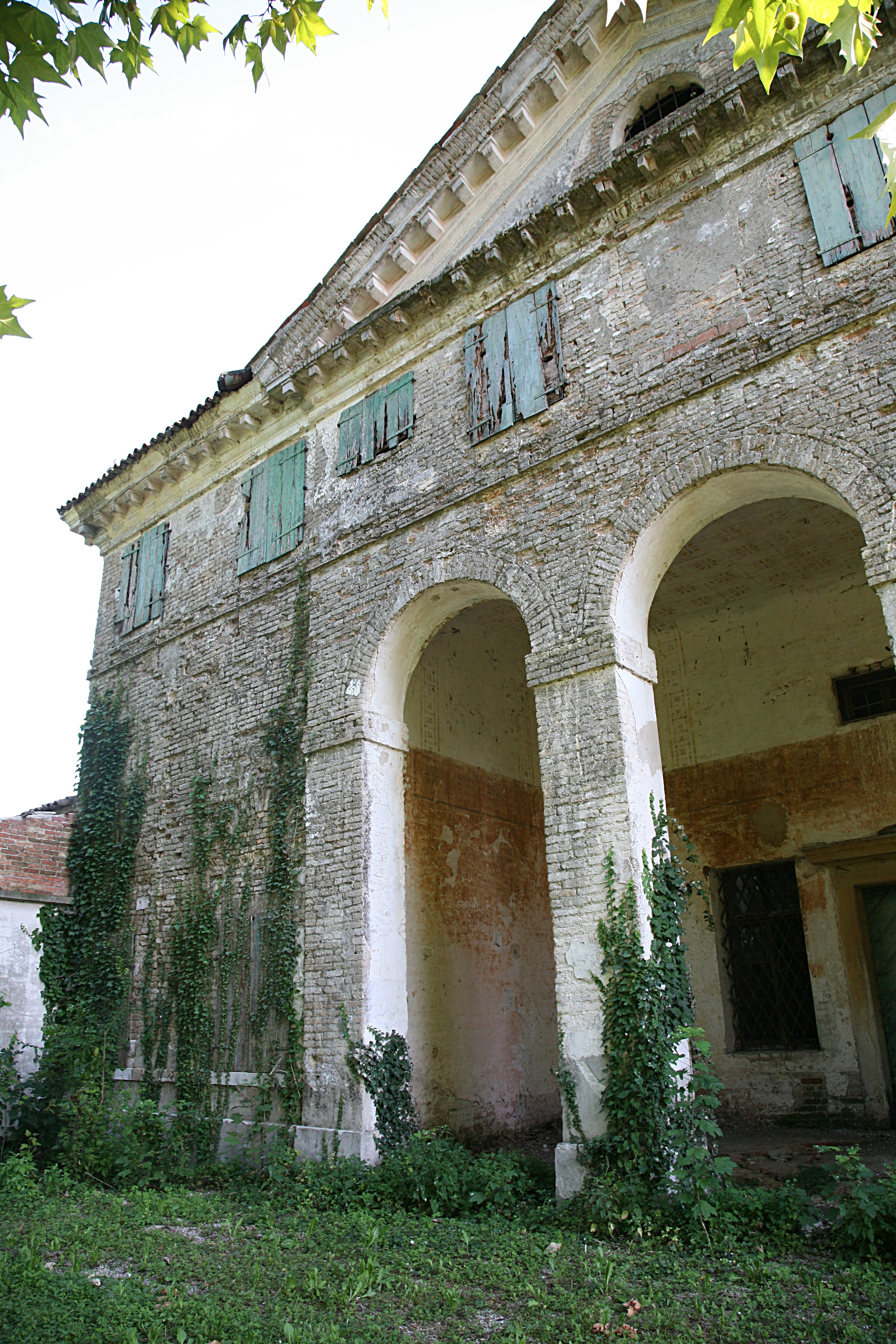
Détail de la façade.
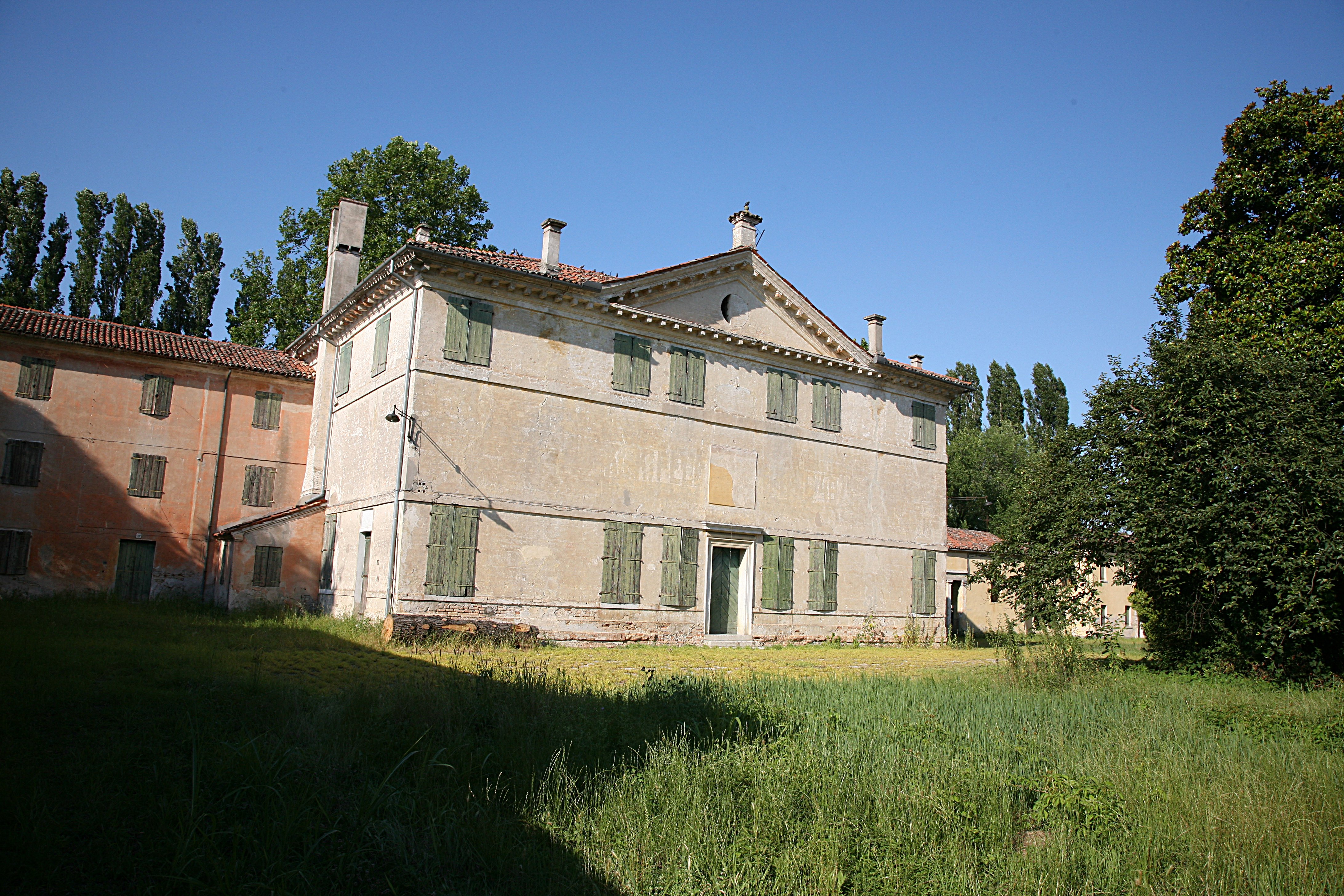
Façade postérieure.

## Sources
- (it) Cet article est partiellement ou en totalité issu de l’article de Wikipédia en italien intitulé « Villa Zeno » (voir la liste des auteurs) dans sa version du 18 décembre 2008. Il est lui-même issu du texte relatif à la villa Zeno, sur le site http://www.cisapalladio.org, lequel a autorisé sa publication (cf  tkt #2008031210017761)